# Нићифор Парсакутен
Нићифор Парсакутен ( грч. Νικηφόρος Παρσακουτηνός   ) је био византијски племић и сестрић цара Нићифора II Фоке (р. 963–969).

## Живот
Презиме породице (погрешно написано Παρσακουντηνος, Парсакоунтен, у неким рукописима) потиче од локалитета „Парсакоуте“ (Παρσακουτη). Његов отац, Теодул Парсакутен, оженио се женом из моћне породице Фока, очигледно ћерком генерала Варде Фоке Старијег, оца генерала и будућег цара Нићифора II Фоке (владао 963–969). Нићифор је имао два брата, Теодора и Варду, и очигледно је био најмлађи од Теодулових синова. 
Према арапским изворима, у бици код Хадата 19. октобра 954. Теодоул Парсакоутен и један од његових синова, или Варда или млађи Нићифор, били су заробљени од стране Хамданидског емира Саифа ал-Давле . Најстарији брат, Теодор, покушао је да откупи свог оца и брата за Саиф ал-Давлиног рођака Абу Фираса, којег је заробио у јесен 962. године, али тек након размене заробљеника 23. јуна 966. византијски заробљеници које је држао Саиф ал- Давла су пуштени. 
Парсакоутени су подржали побуну свог рођака Варде Фоке Млађег против цара Јована I Цимискија (р. 969–976) 970. године, са седиштем у Цезареји у Кападокији . Међутим, чим им се приближила лојална војска под вођством Варде Склира, они су пребегли код цара.  Вероватно је да је породица после тога прогнана и рехабилитована тек 978. године, када је и сам Варда Фока позван у активну службу од стране цара Василија II (р. 976–1025) да би се супротставио побуни Варде Склира.  У лето или јесен 979. године, након што је Склир поражен, неколико његових присталица остало је пркосно у тврђавама које су контролисали, из којих су водили нападе. Нићифор је послат на Тракијску тему, где је убедио Склирове присталице да се предају уз обећање о амнестији од цара. 